# Primeira Liga de 2010–11
A Primeira Liga do Campeonato Português de Futebol de 2010/11 foi a 77ª edição do principal escalão do futebol português. Decorrente de um novo contrato de quatro anos firmado entre a LPFP e a ZON, que se junta à Sagres no patrocínio da Primeira Liga, foi designada comercialmente por Liga ZON Sagres. Esta edição teve início a 15 de agosto de 2010 e terminou a 14 de maio de 2011. O regulamento foi semelhante ao da época transacta.
O vencedor foi o Futebol Clube do Porto, que assim conseguiu o seu 25º título e o sétimo em nove anos. Nesta época o FC Porto tornou-se no primeiro clube do século XXI a ter um campeonato sem derrotas e também no clube com maior distância para o segundo classificado (21 pontos para o Benfica).

## Transmissões televisivas
Em Portugal os jogos foram transmitidos pela Sport TV e TVI. A TVI transmitiu um jogo por jornada, em território nacional e em sinal aberto, num contrato válido até à época 2011/12. A Sport TV mantém o exclusivo dos clássicos.

## Participantes
| Equipas              | Equipas           | Equipas            | Equipas                             | Equipas                   | Equipas |
| Equipa               | Cidade            | Treinador          | Estádio                             | Época 2009-2010           |         |
| -------------------- | ----------------- | ------------------ | ----------------------------------- | ------------------------- | ------- |
| Académica            | Coimbra           | Jorge Costa        | Estádio Cidade de Coimbra           | 11º lugar                 |         |
| Beira-mar            | Aveiro            | Leonardo Jardim    | Estádio Municipal de Aveiro         | 1º lugar da Liga de Honra |         |
| Benfica              | Lisboa            | Jorge Jesus        | Estádio da Luz                      | 1º lugar                  |         |
| Braga                | Braga             | Domingos Paciência | Estádio Municipal de Braga          | 2º lugar                  |         |
| Marítimo             | Funchal           | Pedro Martins      | Estádio dos Barreiros               | 5º lugar                  |         |
| Nacional             | Funchal           | Predrag Jokanovic  | Estádio da Madeira                  | 7º lugar                  |         |
| Naval                | Figueira da Foz   | Rogério Gonçalves  | Estádio Municipal José Bento Pessoa | 8º lugar                  |         |
| Olhanense            | Olhão             | Ulisses Morais     | Estádio José Arcanjo                | 14º lugar                 |         |
| Paços de Ferreira    | Paços de Ferreira | Rui Vitória        | Estádio da Mata Real                | 10º lugar                 |         |
| Portimonense         | Portimão          | Carlos Azenha      | Estádio Municipal de Portimão       | 2º lugar da Liga de Honra |         |
| FC Porto             | Porto             | André Villas Boas  | Estádio do Dragão                   | 3º lugar                  |         |
| Rio Ave              | Vila do Conde     | Carlos Brito       | Estádio dos Arcos                   | 12º lugar                 |         |
| Sporting             | Lisboa            | Paulo Sérgio       | Estádio José Alvalade               | 4º lugar                  |         |
| Vitória de Guimarães | Guimarães         | Manuel Machado     | Estádio D. Afonso Henriques         | 6º lugar                  |         |
| Vitória de Setúbal   | Setúbal           | Bruno Ribeiro      | Estádio do Bonfim                   | 13º lugar                 |         |
| União de Leiria      | Leiria            | Pedro Caixinha     | Estádio Dr. Magalhães Pessoa        | 9º lugar                  |         |

## Bola
Nesta temporada, a bola a ser usada na Liga foi inicialmente uma versão laranja da polémica bola do Mundial 2010, a Jabulani, criada pela Adidas. No entanto, ainda antes do início da liga e devido às criticas referentes à sua visibilidade, foi decidido adoptar para os jogos a cor branca da Jabulani, que foi entregue aos clubes de futebol no dia 5 de Agosto de 2010. A versão laranja, entretanto, também pôde ser usada pelos clubes, por ser tecnicamente igual à branca.

## Tabela classificativa
|     | Equipa               | Pts | J  | V  | E  | D   | GM | GS | +/- | Ref | Qualificação/Relegação                                |
| --- | -------------------- | --- | -- | -- | -- | --- | -- | -- | --- | --- | ----------------------------------------------------- |
| 1.  | Porto                | 84  | 30 | 27 | 3  | 0   | 73 | 16 | +57 | <   | Fase de grupos da Liga dos Campeões 2011-12           |
| 2.  | Benfica              | 63  | 30 | 20 | 3  | 7   | 61 | 31 | +30 |     | 3ª Pré-eliminatória da Liga dos Campeões 2011-12      |
| 3.  | Sporting             | 48  | 30 | 13 | 9  | 8   | 41 | 31 | +10 | <   | Play-Off da Liga Europa 2011-12                       |
| 4.  | Braga                | 46  | 30 | 13 | 7  | 10  | 45 | 33 | +12 |     | Play-Off da Liga Europa 2011-12                       |
| 5.  | Vitória de Guimarães | 43  | 30 | 12 | 7  | 11  | 36 | 37 | -1  |     | 3ª Pré-eliminatória da Liga Europa 2011-2012 (Nota 1) |
| 6.  | Nacional da Madeira  | 42  | 30 | 11 | 9  | 10  | 28 | 31 | -3  |     | 2ª Pré-eliminatória da Liga Europa 2011-2012          |
| 7.  | Paços de Ferreira    | 41  | 30 | 10 | 11 | 9   | 35 | 42 | -7  |     |                                                       |
| 8.  | Rio Ave              | 38  | 30 | 10 | 8  | 12  | 35 | 33 | +2  |     |                                                       |
| 9.  | Marítimo             | 35  | 30 | 9  | 8  | 13  | 33 | 32 | +1  |     |                                                       |
| 10. | União de Leiria      | 35  | 30 | 9  | 8  | 13  | 25 | 38 | -13 | <   |                                                       |
| 11. | Olhanense            | 34  | 30 | 7  | 13 | 10  | 24 | 34 | -10 | <   |                                                       |
| 12. | Vitória de Setúbal   | 34  | 30 | 8  | 10 | 12  | 29 | 42 | -13 |     |                                                       |
| 13. | Beira-Mar            | 33  | 30 | 7  | 12 | 11  | 32 | 36 | -4  |     |                                                       |
| 14. | Académica de Coimbra | 30  | 30 | 7  | 9  | 14  | 32 | 48 | -16 |     |                                                       |
| 15. | Portimonense         | 30  | 30 | 6  | 7  | 17  | 29 | 49 | -20 | <   | Despromovidos à Liga de Honra 2011-12                 |
| 16. | Naval                | 23  | 30 | 5  | 8  | 17. | 26 | 51 | -25 |     | Despromovidos à Liga de Honra 2011-12                 |

- Legendas:

Pts: Pontos da equipa na competição

J: Jogos

V: Vitórias

E: Empates

D: Derrotas

GM: Golos marcados

GS: Golos sofridos

+/-: Saldo de golos
Critérios de desempate:
1. Melhor diferença de golos;
2. Mais vitórias;
3. Mais golos marcados na competição.

Nota 1: A Taça de Portugal 2010-2011 foi vencida pelo FC Porto (que se qualificou para a Liga dos Campeões 2011-2012). Uma vez que o Vitória de Guimarães (finalista da Taça de Portugal 2010-2011) garantiu um lugar nas competições europeias por via da posição no Campeonato, a atribuição do lugar para a Liga Europa 2011-2012 reverteu efectivamente para a posição no Campeonato.
| Campeão Português 2010/2011 |
| --------------------------- |
| FC Porto 25° título         |